# WTA-seizoen 2018
Het WTA-seizoen in 2018 bestond uit de internationale tennistoernooien die door de WTA werden georganiseerd in het kalenderjaar 2018. In onderstaand overzicht zijn voor de overzichtelijkheid ook de grandslamtoernooien, de Fed Cup en de Hopman Cup toegevoegd, hoewel deze door de ITF werden georganiseerd.

## Legenda

### Categoriekleuren
| Grandslamtoernooien        |
| Eindejaarskampioenschappen |
| Premier Mandatory          |
| Premier Five               |
| Premier                    |
| International              |
| Challenger                 |
| Toernooien voor teams      |

### Codering
De codering voor het aantal deelnemers is als volgt:
"128S/96Q/64D/32X" betekent:
- 128 deelnemers aan hoofdtoernooi vrouwenenkelspel (S)
- 96 deelnemers aan het vrouwenkwalificatietoernooi (Q)
- 64 koppels in het vrouwendubbelspel (D)
- 32 koppels in het gemengd dubbelspel (X)

Alle toernooien werden in principe buiten gespeeld, tenzij anders vermeld.
RR = groepswedstrijden ("round robin"), (i) = indoor (overdekt)

## Verschillen met vorig jaar
- De toernooien van Doha en Dubai verwisselden alweer van categorie – dit jaar viel het toernooi van Dubai in categorie "Premier" (degradatie), terwijl het toernooi van Doha in categorie "Premier Five" werd gespeeld (promotie).
- Het Premier-toernooi van Stanford werd verplaatst naar San José.
- Het International-toernooi van Kuala Lumpur (Maleisië) verviel.
- Het International-toernooi van Biel/Bienne verhuisde naar Lugano; daar werd op gravel gespeeld.
- Het International-toernooi van Båstad (Zweden) verviel. Die plek op de kalender werd ingenomen door een nieuw evenement, het International-toernooi van Moskou River Cup.
- Het International-toernooi van Japan werd verplaatst van Tokio naar Hiroshima.
- Nieuwe Challenger-toernooien in Newport Beach, Indian Wells, Anning, Chicago en Houston. Drie keerden niet terug: Dalian, Hua Hin en Hawaï.

## WTA-toernooikalender

### Januari
| week van              | toernooi | winnares                                     | verliezend finaliste                            | uitslag finale   |         |
| --------------------- | --- | -------------------------------------------- | ----------------------------------------------- | ---------------- | ------- |
| 1 januari             | Hopman Cup Perth, Australië ITF Hopman Cup XXX AU$1.000.000 - hardcourt (i) - 8 gemengde teams (RR)                | Zwitserland – Belinda Bencic – Roger Federer | Duitsland – Angelique Kerber – Alexander Zverev | 2-1              | details |
| 1 januari             | Brisbane International Brisbane, Australië WTA Premiertoernooi $1.000.000 - hardcourt - 30S/32Q/16D                | Elina Svitolina                              | Aljaksandra Sasnovitsj                          | 6-2, 6-1         | details |
| 1 januari             | Brisbane International Brisbane, Australië WTA Premiertoernooi $1.000.000 - hardcourt - 30S/32Q/16D                | Kiki Bertens Demi Schuurs                    | Andreja Klepač María José Martínez Sánchez      | 7-5, 6-2         | details |
| 1 januari             | Shenzhen Open Shenzhen, China WTA Internationaltoernooi $750.000 - hardcourt - 32S/16Q/16D                         | Simona Halep                                 | Kateřina Siniaková                              | 6-1, 2-6, 6-0    | details |
| 1 januari             | Shenzhen Open Shenzhen, China WTA Internationaltoernooi $750.000 - hardcourt - 32S/16Q/16D                         | Irina-Camelia Begu Simona Halep              | Barbora Krejčíková Kateřina Siniaková           | 1-6, 6-1, [10-8] | details |
| 1 januari             | ASB Classic Auckland, Nieuw-Zeeland WTA Internationaltoernooi $250.000 - hardcourt - 32S/32Q/16D                   | Julia Görges                                 | Caroline Wozniacki                              | 6-4, 7-6         | details |
| 1 januari             | ASB Classic Auckland, Nieuw-Zeeland WTA Internationaltoernooi $250.000 - hardcourt - 32S/32Q/16D                   | Sara Errani Bibiane Schoofs                  | Eri Hozumi Miyu Kato                            | 7-5, 6-1         | details |
| 8 januari             | Sydney International Sydney, Australië WTA Premiertoernooi $799.000 - hardcourt - 30S/32Q/16D                      | Angelique Kerber                             | Ashleigh Barty                                  | 6-4, 6-4         | details |
| 8 januari             | Sydney International Sydney, Australië WTA Premiertoernooi $799.000 - hardcourt - 30S/32Q/16D                      | Gabriela Dabrowski Xu Yifan                  | Latisha Chan Andrea Sestini-Hlaváčková          | 6-3, 6-1         | details |
| 8 januari             | Hobart International Hobart, Australië WTA Internationaltoernooi $250.000 - hardcourt - 32S/32Q/16D                | Elise Mertens                                | Mihaela Buzărnescu                              | 6-1, 4-6, 6-3    | details |
| 8 januari             | Hobart International Hobart, Australië WTA Internationaltoernooi $250.000 - hardcourt - 32S/32Q/16D                | Elise Mertens Demi Schuurs                   | Ljoedmyla Kitsjenok Makoto Ninomiya             | 6-2, 6-2         | details |
| 15 januari 22 januari | Australian Open Melbourne, Australië ITF Grandslamtoernooi AU$27.500.000 - hardcourt - 128S/96Q/64D/32X            | Caroline Wozniacki                           | Simona Halep                                    | 7-6, 3-6, 6-4    | details |
| 15 januari 22 januari | Australian Open Melbourne, Australië ITF Grandslamtoernooi AU$27.500.000 - hardcourt - 128S/96Q/64D/32X            | Tímea Babos Kristina Mladenovic              | Jekaterina Makarova Jelena Vesnina              | 6-4, 6-3         | details |
| 15 januari 22 januari | Australian Open Melbourne, Australië ITF Grandslamtoernooi AU$27.500.000 - hardcourt - 128S/96Q/64D/32X            | Gabriela Dabrowski Mate Pavić                | Tímea Babos Rohan Bopanna                       | 2-6, 6-4, [11-9] | details |
| 22 januari            | Oracle Challenger Series Newport Beach, Verenigde Staten WTA Challengertoernooi $140.000 - hardcourt - 32S/24Q/16D | Danielle Collins                             | Sofja Zjoek                                     | 2-6, 6-4, 6-3    | details |
| 22 januari            | Oracle Challenger Series Newport Beach, Verenigde Staten WTA Challengertoernooi $140.000 - hardcourt - 32S/24Q/16D | Misaki Doi Jil Teichmann                     | Jamie Loeb Rebecca Peterson                     | 7-6, 1-6, [10-8] | details |
| 29 januari            | St. Petersburg Ladies' Trophy Sint-Petersburg, Rusland WTA Premiertoernooi $799.000 - hardcourt (i) - 28S/32Q/16D  | Petra Kvitová                                | Kristina Mladenovic                             | 6-1, 6-2         | details |
| 29 januari            | St. Petersburg Ladies' Trophy Sint-Petersburg, Rusland WTA Premiertoernooi $799.000 - hardcourt (i) - 28S/32Q/16D  | Timea Bacsinszky Vera Zvonarjova             | Alla Koedrjavtseva Katarina Srebotnik           | 2-6, 6-1, [10-3] | details |
| 29 januari            | Taiwan Open Taipei, Taiwan WTA Internationaltoernooi $250.000 - hardcourt (i) - 32S/24Q/16D                        | Tímea Babos                                  | Kateryna Kozlova                                | 7-5, 6-1         | details |
| 29 januari            | Taiwan Open Taipei, Taiwan WTA Internationaltoernooi $250.000 - hardcourt (i) - 32S/24Q/16D                        | Duan Yingying Wang Yafan                     | Nao Hibino Oksana Kalasjnikova                  | 7-6, 7-6         | details |

### Februari
| week van    | toernooi | winnares                                                                                               | verliezend finaliste                       | uitslag finale   |         |
| ----------- | --- | --- | ------------------------------------------ | ---------------- | ------- |
| 5 februari  | ITF Fed Cup (eerste ronde)                                                                                              | Duitsland 3–2 Wit-Rusland Tsjechië 3–1 Zwitserland Frankrijk 3–2 België Verenigde Staten 3–1 Nederland |                                            |                  | details |
| 12 februari | Qatar Total Open Doha, Qatar WTA Premier Fivetoernooi $3.173.000 - hardcourt - 56S/32Q/28D                              | Petra Kvitová                                                                                          | Garbiñe Muguruza                           | 3-6, 6-3, 6-4    | details |
| 12 februari | Qatar Total Open Doha, Qatar WTA Premier Fivetoernooi $3.173.000 - hardcourt - 56S/32Q/28D                              | Gabriela Dabrowski Jeļena Ostapenko                                                                    | Andreja Klepač María José Martínez Sánchez | 6-3, 6-3         | details |
| 19 februari | Dubai Duty Free Championships Dubai, Veren. Arabische Emiraten WTA Premiertoernooi $2.623.485 - hardcourt - 28S/32Q/16D | Elina Svitolina                                                                                        | Darja Kasatkina                            | 6-4, 6-0         | details |
| 19 februari | Dubai Duty Free Championships Dubai, Veren. Arabische Emiraten WTA Premiertoernooi $2.623.485 - hardcourt - 28S/32Q/16D | Chan Hao-ching Yang Zhaoxuan                                                                           | Hsieh Su-wei Peng Shuai                    | 4-6, 6-2, [10-6] | details |
| 19 februari | Hungarian Ladies Open Boedapest, Hongarije WTA Internationaltoernooi $250.000 - hardcourt (i) - 32S/24Q/16D             | Alison Van Uytvanck                                                                                    | Dominika Cibulková                         | 6-3, 3-6, 7-5    | details |
| 19 februari | Hungarian Ladies Open Boedapest, Hongarije WTA Internationaltoernooi $250.000 - hardcourt (i) - 32S/24Q/16D             | Georgina García Pérez Fanny Stollár                                                                    | Kirsten Flipkens Johanna Larsson           | 4-6, 6-4, [10-3] | details |
| 26 februari | Abierto Mexicano Telcel Acapulco, Mexico WTA Internationaltoernooi $250.000 - hardcourt - 32S/24Q/16D                   | Lesja Tsoerenko                                                                                        | Stefanie Vögele                            | 5-7, 7-6, 6-2    | details |
| 26 februari | Abierto Mexicano Telcel Acapulco, Mexico WTA Internationaltoernooi $250.000 - hardcourt - 32S/24Q/16D                   | Tatjana Maria Heather Watson                                                                           | Kaitlyn Christian Sabrina Santamaria       | 7-5, 2-6, [10-2] | details |
| 26 februari | Oracle Challenger Series Indian Wells, Verenigde Staten WTA Challengertoernooi $150.000 - hardcourt - 32S/24Q/16D       | Sara Errani                                                                                            | Kateryna Bondarenko                        | 6-4, 6-2         | details |
| 26 februari | Oracle Challenger Series Indian Wells, Verenigde Staten WTA Challengertoernooi $150.000 - hardcourt - 32S/24Q/16D       | Taylor Townsend Yanina Wickmayer                                                                       | Jennifer Brady Vania King                  | 6-4, 6-4         | details |

### Maart
| week van          | toernooi | winnares                       | verliezend finaliste                  | uitslag finale |         |
| ----------------- | --- | ------------------------------ | ------------------------------------- | -------------- | ------- |
| 5 maart 12 maart  | BNP Paribas Open Indian Wells, Verenigde Staten WTA Premier Mandatorytoernooi $7.972.535 - hardcourt - 96S/48Q/32D | Naomi Osaka                    | Darja Kasatkina                       | 6-3, 6-2       | details |
| 5 maart 12 maart  | BNP Paribas Open Indian Wells, Verenigde Staten WTA Premier Mandatorytoernooi $7.972.535 - hardcourt - 96S/48Q/32D | Hsieh Su-wei Barbora Strýcová  | Jekaterina Makarova Jelena Vesnina    | 6-4, 6-4       | details |
| 19 maart 26 maart | Miami Open Miami, Verenigde Staten WTA Premier Mandatorytoernooi $7.972.535 - hardcourt - 96S/48Q/32D              | Sloane Stephens                | Jeļena Ostapenko                      | 7-6, 6-1       | details |
| 19 maart 26 maart | Miami Open Miami, Verenigde Staten WTA Premier Mandatorytoernooi $7.972.535 - hardcourt - 96S/48Q/32D              | Ashleigh Barty Coco Vandeweghe | Barbora Krejčíková Kateřina Siniaková | 6-2, 6-1       | details |

### April
| week van | toernooi | winnares                                              | verliezend finaliste                       | uitslag finale   |         |
| -------- | --- | ----------------------------------------------------- | ------------------------------------------ | ---------------- | ------- |
| 2 april  | Volvo Car Open Charleston, Verenigde Staten WTA Premiertoernooi $800.000 - gravel - 56S/32Q/16D              | Kiki Bertens                                          | Julia Görges                               | 6-2, 6-1         | details |
| 2 april  | Volvo Car Open Charleston, Verenigde Staten WTA Premiertoernooi $800.000 - gravel - 56S/32Q/16D              | Alla Koedrjavtseva Katarina Srebotnik                 | Andreja Klepač María José Martínez Sánchez | 6-3, 6-3         | details |
| 2 april  | Monterrey Open Monterrey, Mexico WTA Internationaltoernooi $250.000 - hardcourt - 32S/32Q/16D                | Garbiñe Muguruza                                      | Tímea Babos                                | 3-6, 6-4, 6-3    | details |
| 2 april  | Monterrey Open Monterrey, Mexico WTA Internationaltoernooi $250.000 - hardcourt - 32S/32Q/16D                | Naomi Broady Sara Sorribes Tormo                      | Desirae Krawczyk Giuliana Olmos            | 3-6, 6-4, [10-8] | details |
| 9 april  | Ladies Open Lugano Lugano, Zwitserland WTA Internationaltoernooi $250.000 - gravel - 32S/24Q/16D             | Elise Mertens                                         | Aryna Sabalenka                            | 7-5, 6-2         | details |
| 9 april  | Ladies Open Lugano Lugano, Zwitserland WTA Internationaltoernooi $250.000 - gravel - 32S/24Q/16D             | Kirsten Flipkens Elise Mertens                        | Vera Lapko Aryna Sabalenka                 | 6-1, 6-3         | details |
| 9 april  | Claro Open Colsanitas Bogota, Colombia WTA Internationaltoernooi $250.000 - gravel - 32S/24Q/16D             | Anna Karolína Schmiedlová                             | Lara Arruabarrena                          | 6-2, 6-4         | details |
| 9 april  | Claro Open Colsanitas Bogota, Colombia WTA Internationaltoernooi $250.000 - gravel - 32S/24Q/16D             | Dalila Jakupović Irina Chromatsjova                   | Mariana Duque Mariño Nadia Podoroska       | 6-3, 6-4         | details |
| 16 april | ITF Fed Cup (halve finale)                                                                                   | Tsjechië 4–1 Duitsland Verenigde Staten 3–2 Frankrijk |                                            |                  | details |
| 16 april | Zhengzhou Women's Tennis Open Zhengzhou, China WTA Challengertoernooi $125.000 - hardcourt (i) - 32S/16Q/16D | Zheng Saisai                                          | Wang Yafan                                 | 5-7, 6-2, 6-1    | details |
| 16 april | Zhengzhou Women's Tennis Open Zhengzhou, China WTA Challengertoernooi $125.000 - hardcourt (i) - 32S/16Q/16D | Duan Yingying Wang Yafan                              | Naomi Broady Yanina Wickmayer              | 7-6, 6-3         | details |
| 23 april | Porsche Tennis Grand Prix Stuttgart, Duitsland WTA Premiertoernooi $816.000 - gravel (i) - 28S/32Q/16D       | Karolína Plíšková                                     | Coco Vandeweghe                            | 7-6, 6-4         | details |
| 23 april | Porsche Tennis Grand Prix Stuttgart, Duitsland WTA Premiertoernooi $816.000 - gravel (i) - 28S/32Q/16D       | Raquel Atawo Anna-Lena Grönefeld                      | Nicole Melichar Květa Peschke              | 6-4, 6-7, [10-5] | details |
| 23 april | Istanbul Cup Istanbul, Turkije WTA Internationaltoernooi $250.000 - gravel - 32S/24Q/16D                     | Pauline Parmentier                                    | Polona Hercog                              | 6-4, 3-6, 6-3    | details |
| 23 april | Istanbul Cup Istanbul, Turkije WTA Internationaltoernooi $250.000 - gravel - 32S/24Q/16D                     | Liang Chen Zhang Shuai                                | Xenia Knoll Anna Smith                     | 6-4, 6-4         | details |

### Mei
| week van      | toernooi | winnares                              | verliezend finaliste                       | uitslag finale   |         |
| ------------- | --- | ------------------------------------- | ------------------------------------------ | ---------------- | ------- |
| 30 april      | Prague Open Praag, Tsjechië WTA Internationaltoernooi $250.000 - gravel - 32S/32Q/16D                         | Petra Kvitová                         | Mihaela Buzărnescu                         | 4-6, 6-2, 6-3    | details |
| 30 april      | Prague Open Praag, Tsjechië WTA Internationaltoernooi $250.000 - gravel - 32S/32Q/16D                         | Nicole Melichar Květa Peschke         | Mihaela Buzărnescu Lidzija Marozava        | 6-4, 6-2         | details |
| 30 april      | GP de SAR La Princesse Lalla Meryem Rabat, Marokko WTA Internationaltoernooi $250.000 - gravel - 32S/32Q/16D  | Elise Mertens                         | Ajla Tomljanović                           | 6-2, 7-6         | details |
| 30 april      | GP de SAR La Princesse Lalla Meryem Rabat, Marokko WTA Internationaltoernooi $250.000 - gravel - 32S/32Q/16D  | Anna Blinkova Raluca Olaru            | Georgina García Pérez Fanny Stollár        | 6-4, 6-4         | details |
| 30 april      | Kunming Open Anning, China WTA Challengertoernooi $125.000 - gravel - 32S/16Q/16D                             | Irina Chromatsjova                    | Zheng Saisai                               | 3-6, 6-4, 7-6    | details |
| 30 april      | Kunming Open Anning, China WTA Challengertoernooi $125.000 - gravel - 32S/16Q/16D                             | Dalila Jakupović Irina Chromatsjova   | Guo Hanyu Sun Xuliu                        | 6-1, 6-1         | details |
| 7 mei         | Mutua Madrid Open Madrid, Spanje WTA Premier Mandatorytoernooi €6.685.828 - gravel - 64S/32Q/28D              | Petra Kvitová                         | Kiki Bertens                               | 7-6, 4-6, 6-3    | details |
| 7 mei         | Mutua Madrid Open Madrid, Spanje WTA Premier Mandatorytoernooi €6.685.828 - gravel - 64S/32Q/28D              | Jekaterina Makarova Jelena Vesnina    | Tímea Babos Kristina Mladenovic            | 2-6, 6-4, [10-8] | details |
| 14 mei        | Internazionali BNL d'Italia Rome, Italië WTA Premier Fivetoernooi €2.703.000 - gravel - 56S/32Q/28D           | Elina Svitolina                       | Simona Halep                               | 6-0, 6-4         | details |
| 14 mei        | Internazionali BNL d'Italia Rome, Italië WTA Premier Fivetoernooi €2.703.000 - gravel - 56S/32Q/28D           | Ashleigh Barty Demi Schuurs           | Andrea Sestini-Hlaváčková Barbora Strýcová | 6-3, 6-4         | details |
| 21 mei        | Nürnberger Versicherungscup Neurenberg, Duitsland WTA Internationaltoernooi $250.000 - gravel - 32S/24Q/16D   | Johanna Larsson                       | Alison Riske                               | 7-6, 6-4         | details |
| 21 mei        | Nürnberger Versicherungscup Neurenberg, Duitsland WTA Internationaltoernooi $250.000 - gravel - 32S/24Q/16D   | Demi Schuurs Katarina Srebotnik       | Kirsten Flipkens Johanna Larsson           | 3-6, 6-3, [10-7] | details |
| 21 mei        | Internationaux de Strasbourg Straatsburg, Frankrijk WTA Internationaltoernooi $250.000 - gravel - 32S/24Q/16D | Anastasija Pavljoetsjenkova           | Dominika Cibulková                         | 6-7, 7-6, 7-6    | details |
| 21 mei        | Internationaux de Strasbourg Straatsburg, Frankrijk WTA Internationaltoernooi $250.000 - gravel - 32S/24Q/16D | Mihaela Buzărnescu Raluca Olaru       | Nadija Kitsjenok Anastasia Rodionova       | 7-5, 7-5         | details |
| 28 mei 4 juni | Roland Garros Parijs, Frankrijk ITF Grandslamtoernooi €19.598.500 - gravel - 128S/96Q/64D/32X                 | Simona Halep                          | Sloane Stephens                            | 3-6, 6-4, 6-1    | details |
| 28 mei 4 juni | Roland Garros Parijs, Frankrijk ITF Grandslamtoernooi €19.598.500 - gravel - 128S/96Q/64D/32X                 | Barbora Krejčíková Kateřina Siniaková | Eri Hozumi Makoto Ninomiya                 | 6-3, 6-3         | details |
| 28 mei 4 juni | Roland Garros Parijs, Frankrijk ITF Grandslamtoernooi €19.598.500 - gravel - 128S/96Q/64D/32X                 | Latisha Chan Ivan Dodig               | Gabriela Dabrowski Mate Pavić              | 6-1, 6-7, [10-8] | details |

### Juni
| week van | toernooi | winnares                                   | verliezend finaliste                   | uitslag finale   |         |
| -------- | --- | ------------------------------------------ | -------------------------------------- | ---------------- | ------- |
| 4 juni   | Bol Open Bol, Kroatië WTA Challengertoernooi $125.000 - gravel - 32S/0Q/16D                                   | Tamara Zidanšek                            | Magda Linette                          | 6-1, 6-3         | details |
| 4 juni   | Bol Open Bol, Kroatië WTA Challengertoernooi $125.000 - gravel - 32S/0Q/16D                                   | Mariana Duque Mariño Wang Yafan            | Sílvia Soler Espinosa Barbora Štefková | 6-3, 7-5         | details |
| 11 juni  | Nature Valley Open Nottingham, Verenigd Koninkrijk WTA Internationaltoernooi $250.000 - gras - 32S/24Q/16D    | Ashleigh Barty                             | Johanna Konta                          | 6-3, 3-6, 6-4    | details |
| 11 juni  | Nature Valley Open Nottingham, Verenigd Koninkrijk WTA Internationaltoernooi $250.000 - gras - 32S/24Q/16D    | Alicja Rosolska Abigail Spears             | Mihaela Buzărnescu Heather Watson      | 6-3, 7-6         | details |
| 11 juni  | Libéma Open Rosmalen, Nederland WTA Internationaltoernooi $250.000 - gras - 32S/24Q/16D                       | Aleksandra Krunić                          | Kirsten Flipkens                       | 6-7, 7-5, 6-1    | details |
| 11 juni  | Libéma Open Rosmalen, Nederland WTA Internationaltoernooi $250.000 - gras - 32S/24Q/16D                       | Elise Mertens Demi Schuurs                 | Kiki Bertens Kirsten Flipkens          | 3-3, opgave      | details |
| 18 juni  | Nature Valley Classic Birmingham, Verenigd Koninkrijk WTA Premiertoernooi $871.028 - gras - 32S/32Q/16D       | Petra Kvitová                              | Magdaléna Rybáriková                   | 4-6, 6-1, 6-2    | details |
| 18 juni  | Nature Valley Classic Birmingham, Verenigd Koninkrijk WTA Premiertoernooi $871.028 - gras - 32S/32Q/16D       | Tímea Babos Kristina Mladenovic            | Elise Mertens Demi Schuurs             | 4-6, 6-3, [10-8] | details |
| 18 juni  | Mallorca Open Mallorca, Spanje WTA Internationaltoernooi $250.000 - gras - 32S/24Q/16D                        | Tatjana Maria                              | Anastasija Sevastova                   | 6-4, 7-5         | details |
| 18 juni  | Mallorca Open Mallorca, Spanje WTA Internationaltoernooi $250.000 - gras - 32S/24Q/16D                        | Andreja Klepač María José Martínez Sánchez | Lucie Šafářová Barbora Štefková        | 6-1, 3-6, [10-3] | details |
| 25 juni  | Nature Valley International Eastbourne, Verenigd Koninkrijk WTA Premiertoernooi $917.664 - gras - 48S/24Q/16D | Caroline Wozniacki                         | Aryna Sabalenka                        | 7-5, 7-6         | details |
| 25 juni  | Nature Valley International Eastbourne, Verenigd Koninkrijk WTA Premiertoernooi $917.664 - gras - 48S/24Q/16D | Gabriela Dabrowski Xu Yifan                | Irina-Camelia Begu Mihaela Buzărnescu  | 6-3, 7-5         | details |

### Juli
| week van      | toernooi                                                                                                 | winnares                              | verliezend finaliste                 | uitslag finale   |         |
| ------------- | --- | ------------------------------------- | ------------------------------------ | ---------------- | ------- |
| 2 juli 9 juli | Wimbledon Londen, Verenigd Koninkrijk ITF Grandslamtoernooi £17.000.000 - gras - 128S/96Q/64D/48X        | Angelique Kerber                      | Serena Williams                      | 6-3, 6-3         | details |
| 2 juli 9 juli | Wimbledon Londen, Verenigd Koninkrijk ITF Grandslamtoernooi £17.000.000 - gras - 128S/96Q/64D/48X        | Barbora Krejčíková Kateřina Siniaková | Nicole Melichar Květa Peschke        | 6-4, 4-6, 6-0    | details |
| 2 juli 9 juli | Wimbledon Londen, Verenigd Koninkrijk ITF Grandslamtoernooi £17.000.000 - gras - 128S/96Q/64D/48X        | Nicole Melichar Alexander Peya        | Viktoryja Azarenka Jamie Murray      | 7-6, 6-3         | details |
| 16 juli       | Ladies Championship Gstaad Gstaad, Zwitserland WTA Internationaltoernooi $250.000 - gravel - 32S/24Q/16D | Alizé Cornet                          | Mandy Minella                        | 6-4, 7-6         | details |
| 16 juli       | Ladies Championship Gstaad Gstaad, Zwitserland WTA Internationaltoernooi $250.000 - gravel - 32S/24Q/16D | Alexa Guarachi Desirae Krawczyk       | Lara Arruabarrena Timea Bacsinszky   | 4-6, 6-4, [10-6] | details |
| 16 juli       | Bucharest Open Boekarest, Roemenië WTA Internationaltoernooi $250.000 - gravel - 32S/32Q/16D             | Anastasija Sevastova                  | Petra Martić                         | 7-6, 6-2         | details |
| 16 juli       | Bucharest Open Boekarest, Roemenië WTA Internationaltoernooi $250.000 - gravel - 32S/32Q/16D             | Irina-Camelia Begu Andreea Mitu       | Danka Kovinić Maryna Zanevska        | 6-3, 6-4         | details |
| 23 juli       | Moscow River Cup Moskou, Rusland WTA Internationaltoernooi $750.000 - gravel - 32S/24Q/16D               | Olga Danilović                        | Anastasija Potapova                  | 7-5, 6-7, 6-4    | details |
| 23 juli       | Moscow River Cup Moskou, Rusland WTA Internationaltoernooi $750.000 - gravel - 32S/24Q/16D               | Anastasija Potapova Vera Zvonarjova   | Aleksandra Panova Galina Voskobojeva | 6-0, 6-3         | details |
| 23 juli       | Jiangxi Open Nanchang, China WTA Internationaltoernooi $250.000 - hardcourt - 32S/24Q/16D                | Wang Qiang                            | Zheng Saisai                         | 7-5, 4-0, opgave | details |
| 23 juli       | Jiangxi Open Nanchang, China WTA Internationaltoernooi $250.000 - hardcourt - 32S/24Q/16D                | Jiang Xinyu Tang Qianhui              | Lu Jingjing You Xiaodi               | 6-4, 6-4         | details |
| 30 juli       | Silicon Valley Classic San José, Verenigde Staten WTA Premiertoernooi $799.000 - hardcourt - 28S/16Q/16D | Mihaela Buzărnescu                    | Maria Sakkari                        | 6-1, 6-0         | details |
| 30 juli       | Silicon Valley Classic San José, Verenigde Staten WTA Premiertoernooi $799.000 - hardcourt - 28S/16Q/16D | Latisha Chan Květa Peschke            | Ljoedmyla Kitsjenok Nadija Kitsjenok | 6-4, 6-1         | details |
| 30 juli       | Citi Open Washington, Verenigde Staten WTA Internationaltoernooi $250.000 - hardcourt - 32S/16Q/16D      | Svetlana Koeznetsova                  | Donna Vekić                          | 4-6, 7-6, 6-2    | details |
| 30 juli       | Citi Open Washington, Verenigde Staten WTA Internationaltoernooi $250.000 - hardcourt - 32S/16Q/16D      | Han Xinyun Darija Jurak               | Alexa Guarachi Erin Routliffe        | 6-3, 6-2         | details |

### Augustus
| week van                | toernooi | winnares                                   | verliezend finaliste             | uitslag finale   |         |
| ----------------------- | --- | ------------------------------------------ | -------------------------------- | ---------------- | ------- |
| 6 augustus              | Rogers Cup Montréal, Canada WTA Premier Fivetoernooi $2.820.000 - hardcourt - 56S/48Q/28D                          | Simona Halep                               | Sloane Stephens                  | 7-6, 3-6, 6-4    | details |
| 6 augustus              | Rogers Cup Montréal, Canada WTA Premier Fivetoernooi $2.820.000 - hardcourt - 56S/48Q/28D                          | Ashleigh Barty Demi Schuurs                | Latisha Chan Jekaterina Makarova | 4-6, 6-3, [10-8] | details |
| 13 augustus             | Western & Southern Open Cincinnati, Verenigde Staten WTA Premier Fivetoernooi $2.874.299 - hardcourt - 56S/48Q/28D | Kiki Bertens                               | Simona Halep                     | 2-6, 7-6, 6-2    | details |
| 13 augustus             | Western & Southern Open Cincinnati, Verenigde Staten WTA Premier Fivetoernooi $2.874.299 - hardcourt - 56S/48Q/28D | Lucie Hradecká Jekaterina Makarova         | Elise Mertens Demi Schuurs       | 6-2, 7-5         | details |
| 20 augustus             | Connecticut Open New Haven, Verenigde Staten WTA Premiertoernooi $799.000 - hardcourt - 30S/48Q/16D                | Aryna Sabalenka                            | Carla Suárez Navarro             | 6-1, 6-4         | details |
| 20 augustus             | Connecticut Open New Haven, Verenigde Staten WTA Premiertoernooi $799.000 - hardcourt - 30S/48Q/16D                | Andrea Sestini-Hlaváčková Barbora Strýcová | Hsieh Su-wei Laura Siegemund     | 6-4, 6-7, [10-4] | details |
| 27 augustus 3 september | US Open New York, Verenigde Staten ITF Grandslamtoernooi $23.150.000 - hardcourt - 128S/128Q/64D/32X               | Naomi Osaka                                | Serena Williams                  | 6-2, 6-4         | details |
| 27 augustus 3 september | US Open New York, Verenigde Staten ITF Grandslamtoernooi $23.150.000 - hardcourt - 128S/128Q/64D/32X               | Ashleigh Barty Coco Vandeweghe             | Tímea Babos Kristina Mladenovic  | 3-6, 7-6, 7-6    | details |
| 27 augustus 3 september | US Open New York, Verenigde Staten ITF Grandslamtoernooi $23.150.000 - hardcourt - 128S/128Q/64D/32X               | Bethanie Mattek-Sands Jamie Murray         | Alicja Rosolska Nikola Mektić    | 2-6, 6-3, [11-9] | details |

### September
| week van     | toernooi | winnares                       | verliezend finaliste                       | uitslag finale   |         |
| ------------ | --- | ------------------------------ | ------------------------------------------ | ---------------- | ------- |
| 3 september  | Oracle Challenger Series Chicago, Verenigde Staten WTA Challengertoernooi $150.000 - hardcourt - 32S/24Q/16D | Petra Martić                   | Mona Barthel                               | 6-4, 6-1         | details |
| 3 september  | Oracle Challenger Series Chicago, Verenigde Staten WTA Challengertoernooi $150.000 - hardcourt - 32S/24Q/16D | Mona Barthel Kristýna Plíšková | Asia Muhammad Maria Sanchez                | 6-3, 6-2         | details |
| 10 september | Japan Women's Open Hiroshima, Japan WTA Internationaltoernooi $250.000 - hardcourt - 32S/32Q/16D             | Hsieh Su-wei                   | Amanda Anisimova                           | 6-2, 6-2         | details |
| 10 september | Japan Women's Open Hiroshima, Japan WTA Internationaltoernooi $250.000 - hardcourt - 32S/32Q/16D             | Eri Hozumi Zhang Shuai         | Miyu Kato Makoto Ninomiya                  | 6-2, 6-4         | details |
| 10 september | Coupe Banque Nationale Québec, Canada WTA Internationaltoernooi $250.000 - hardcourt (i) - 32S/24Q/16D       | Pauline Parmentier             | Jessica Pegula                             | 7-5, 6-2         | details |
| 10 september | Coupe Banque Nationale Québec, Canada WTA Internationaltoernooi $250.000 - hardcourt (i) - 32S/24Q/16D       | Asia Muhammad Maria Sanchez    | Darija Jurak Xenia Knoll                   | 6-4, 6-3         | details |
| 17 september | Toray Pan Pacific Open Tachikawa, Japan WTA Premiertoernooi $799.000 - hardcourt (i) - 28S/24Q/16D           | Karolína Plíšková              | Naomi Osaka                                | 6-4, 6-4         | details |
| 17 september | Toray Pan Pacific Open Tachikawa, Japan WTA Premiertoernooi $799.000 - hardcourt (i) - 28S/24Q/16D           | Miyu Kato Makoto Ninomiya      | Andrea Sestini-Hlaváčková Barbora Strýcová | 6-4, 6-4         | details |
| 17 september | Guangzhou Open Guangzhou, China WTA Internationaltoernooi $250.000 - hardcourt - 32S/24Q/16D                 | Wang Qiang                     | Joelija Poetintseva                        | 6-1, 6-2         | details |
| 17 september | Guangzhou Open Guangzhou, China WTA Internationaltoernooi $250.000 - hardcourt - 32S/24Q/16D                 | Monique Adamczak Jessica Moore | Danka Kovinić Vera Lapko                   | 4-6, 7-5, [10-4] | details |
| 17 september | Korea Open Seoel, Zuid-Korea WTA Internationaltoernooi $250.000 - hardcourt - 32S/24Q/16D                    | Kiki Bertens                   | Ajla Tomljanović                           | 7-6, 4-6, 6-2    | details |
| 17 september | Korea Open Seoel, Zuid-Korea WTA Internationaltoernooi $250.000 - hardcourt - 32S/24Q/16D                    | Choi Ji-hee Han Na-lae         | Hsieh Shu-ying Hsieh Su-wei                | 6-3, 6-2         | details |
| 24 september | Wuhan Open Wuhan, China WTA Premier Fivetoernooi $2.746.000 - hardcourt - 56S/32Q/28D                        | Aryna Sabalenka                | Anett Kontaveit                            | 6-3, 6-3         | details |
| 24 september | Wuhan Open Wuhan, China WTA Premier Fivetoernooi $2.746.000 - hardcourt - 56S/32Q/28D                        | Elise Mertens Demi Schuurs     | Andrea Sestini-Hlaváčková Barbora Strýcová | 6-3, 6-3         | details |
| 24 september | Tashkent Open Tasjkent, Oezbekistan WTA Internationaltoernooi $250.000 - hardcourt - 32S/16Q/16D             | Margarita Gasparjan            | Anastasija Potapova                        | 6-2, 6-1         | details |
| 24 september | Tashkent Open Tasjkent, Oezbekistan WTA Internationaltoernooi $250.000 - hardcourt - 32S/16Q/16D             | Olga Danilović Tamara Zidanšek | Irina-Camelia Begu Raluca Olaru            | 7-5, 6-3         | details |

### Oktober
| week van   | toernooi | winnares                                   | verliezend finaliste                  | uitslag finale   |         |
| ---------- | --- | ------------------------------------------ | ------------------------------------- | ---------------- | ------- |
| 1 oktober  | China Open Peking, China WTA Premier Mandatorytoernooi $8.285.274 - hardcourt - 60S/32Q/28D                           | Caroline Wozniacki                         | Anastasija Sevastova                  | 6-3, 6-3         | details |
| 1 oktober  | China Open Peking, China WTA Premier Mandatorytoernooi $8.285.274 - hardcourt - 60S/32Q/28D                           | Andrea Sestini-Hlaváčková Barbora Strýcová | Gabriela Dabrowski Xu Yifan           | 4-6, 6-4, [10-8] | details |
| 8 oktober  | Tianjin Open Tianjin, China WTA Internationaltoernooi $750.000 - hardcourt - 32S/24Q/16D                              | Caroline Garcia                            | Karolína Plíšková                     | 7-6, 6-3         | details |
| 8 oktober  | Tianjin Open Tianjin, China WTA Internationaltoernooi $750.000 - hardcourt - 32S/24Q/16D                              | Nicole Melichar Květa Peschke              | Monique Adamczak Jessica Moore        | 6-4, 6-2         | details |
| 8 oktober  | Hong Kong Open Hongkong, China SAR WTA Internationaltoernooi $250.000 - hardcourt - 32S/24Q/16D                       | Dajana Jastremska                          | Wang Qiang                            | 6-2, 6-1         | details |
| 8 oktober  | Hong Kong Open Hongkong, China SAR WTA Internationaltoernooi $250.000 - hardcourt - 32S/24Q/16D                       | Samantha Stosur Zhang Shuai                | Shuko Aoyama Lidzija Marozava         | 6-4, 6-4         | details |
| 8 oktober  | Ladies Linz Linz, Oostenrijk WTA Internationaltoernooi $250.000 - hardcourt (i) - 32S/24Q/14D                         | Camila Giorgi                              | Jekaterina Aleksandrova               | 6-3, 6-1         | details |
| 8 oktober  | Ladies Linz Linz, Oostenrijk WTA Internationaltoernooi $250.000 - hardcourt (i) - 32S/24Q/14D                         | Kirsten Flipkens Johanna Larsson           | Raquel Atawo Anna-Lena Grönefeld      | 4-6, 6-4, [10-5] | details |
| 15 oktober | Kremlin Cup Moskou, Rusland WTA Premiertoernooi $799.000 - hardcourt (i) - 28S/32Q/16D                                | Darja Kasatkina                            | Ons Jabeur                            | 2-6, 7-6, 6-4    | details |
| 15 oktober | Kremlin Cup Moskou, Rusland WTA Premiertoernooi $799.000 - hardcourt (i) - 28S/32Q/16D                                | Aleksandra Panova Laura Siegemund          | Darija Jurak Raluca Olaru             | 6-2, 7-6         | details |
| 15 oktober | BGL BNP Paribas Luxembourg Open Luxemburg, Luxemburg WTA Internationaltoernooi $250.000 - hardcourt (i) - 32S/32Q/16D | Julia Görges                               | Belinda Bencic                        | 6-4, 7-5         | details |
| 15 oktober | BGL BNP Paribas Luxembourg Open Luxemburg, Luxemburg WTA Internationaltoernooi $250.000 - hardcourt (i) - 32S/32Q/16D | Greet Minnen Alison Van Uytvanck           | Vera Lapko Mandy Minella              | 7-6, 6-2         | details |
| 22 oktober | WTA Finals Singapore Officieus wereldkampioenschap $7.000.000 - hardcourt (i) - 8S(RR)/8D                             | Elina Svitolina                            | Sloane Stephens                       | 3-6, 6-2, 6-2    | details |
| 22 oktober | WTA Finals Singapore Officieus wereldkampioenschap $7.000.000 - hardcourt (i) - 8S(RR)/8D                             | Tímea Babos Kristina Mladenovic            | Barbora Krejčíková Kateřina Siniaková | 6-4, 7-5         | details |
| 29 oktober | WTA Elite Trophy Zhuhai, China Eindejaarskampioenschap $2.349.363 - hardcourt (i) - 12S(RR)/6D(RR)                    | Ashleigh Barty                             | Wang Qiang                            | 6-3, 6-4         | details |
| 29 oktober | WTA Elite Trophy Zhuhai, China Eindejaarskampioenschap $2.349.363 - hardcourt (i) - 12S(RR)/6D(RR)                    | Ljoedmyla Kitsjenok Nadija Kitsjenok       | Shuko Aoyama Lidzija Marozava         | 6-4, 3-6, [10-7] | details |
| 29 oktober | Mumbai Open Mumbai, India WTA Challengertoernooi $125.000 - hardcourt - 32S/16Q/16D                                   | Luksika Kumkhum                            | Irina Chromatsjova                    | 1-6, 6-2, 6-3    | details |
| 29 oktober | Mumbai Open Mumbai, India WTA Challengertoernooi $125.000 - hardcourt - 32S/16Q/16D                                   | Natela Dzalamidze Veronika Koedermetova    | Bibiane Schoofs Barbora Štefková      | 6-4, 7-6         | details |

### November
| week van    | toernooi | winnares                                 | verliezend finaliste             | uitslag finale          |         |
| ----------- | --- | ---------------------------------------- | -------------------------------- | ----------------------- | ------- |
| 5 november  | ITF Fed Cup (finale)                                                                                         | Tsjechië                                 | Verenigde Staten                 | 3-0                     | details |
| 5 november  | Engie Open de Limoges Limoges, Frankrijk WTA Challengertoernooi $125.000 - hardcourt (i) - 32S/16Q/8D        | Jekaterina Aleksandrova                  | Jevgenia Rodina                  | 6-2, 6-2                | details |
| 5 november  | Engie Open de Limoges Limoges, Frankrijk WTA Challengertoernooi $125.000 - hardcourt (i) - 32S/16Q/8D        | Veronika Koedermetova Galina Voskobojeva | Timea Bacsinszky Vera Zvonarjova | 7-5, 6-4                | details |
| 12 november | Taipei OEC Open Taipei, Taiwan WTA Challengertoernooi $125.000 - tapijt (i) - 32S/16Q/16D                    | Luksika Kumkhum                          | Sabine Lisicki                   | 6-1, 6-3                | details |
| 12 november | Taipei OEC Open Taipei, Taiwan WTA Challengertoernooi $125.000 - tapijt (i) - 32S/16Q/16D                    | Ankita Raina Karman Thandi               | Olga Dorosjina Natela Dzalamidze | 6-3, 5-7, [12-12], opg. | details |
| 12 november | Oracle Challenger Series Houston, Verenigde Staten WTA Challengertoernooi $150.000 - hardcourt - 32S/24Q/16D | Peng Shuai                               | Lauren Davis                     | 1-6, 7-5, 6-4           | details |
| 12 november | Oracle Challenger Series Houston, Verenigde Staten WTA Challengertoernooi $150.000 - hardcourt - 32S/24Q/16D | Maegan Manasse Jessica Pegula            | Desirae Krawczyk Giuliana Olmos  | 1-6, 6-4, [10-8]        | details |

In de rest van november en in december werden traditiegetrouw geen WTA-toernooien georganiseerd.

## Primeurs
Speelsters die in 2018 hun eerste WTA-enkelspeltitel wonnen:
- Danielle Collins (VS) in Newport Beach, CA, VS
- Naomi Osaka (Japan) in Indian Wells, CA, VS
- Irina Chromatsjova (Rusland) in Anning, China
- Tamara Zidanšek (Slovenië) in Bol, Kroatië
- Tatjana Maria (Duitsland) op Mallorca, Spanje
- Olga Danilović (Servië) in Moskou, Rusland
- Mihaela Buzărnescu (Roemenië) in San José, CA, VS
- Petra Martić (Kroatië) in Chicago, IL, VS
- Dajana Jastremska (Oekraïne) in Hongkong
- Luksika Kumkhum (Thailand) in Mumbai, India

## Statistieken toernooien

### Toernooien per ondergrond
| ondergrond   | aantal | buiten/binnen | aantal    |
| ------------ | ------ | ------------- | --------- |
| hardcourt    | 45     | buiten        | 33        |
| hardcourt    | 45     | binnen        | 12        |
| gravel       | 16     | buiten        | 15        |
| gravel       | 16     | binnen        | 1         |
| groen gravel | 1      | buiten        | 1         |
| gras         | 6      | buiten        | 6         |
| tapijt       | 1      | binnen        | 1         |
| wisselend    | 3      | (Fed Cup)     | (Fed Cup) |
| TOTAAL       | 72     |               |           |